# Manettia luteorubra
Manettia luteorubra là một loài thực vật có hoa trong họ Thiến thảo. Loài này được (Vell.) Benth. mô tả khoa học đầu tiên năm 1850.